# Омар Санун
Омар Санун (фр. Omar Sahnoun, 18 серпня 1955, Геррума — 21 травня 1980, Бордо) — французький футболіст, що грав на позиції півзахисника, зокрема за «Нант» та національну збірну Франції.
Помер під час тренування.

## Клубна кар'єра
Народився 18 серпня 1955 року в Геррумі, Французький Алжир. Вихованець футбольної школи клубу «Бове Уаз».
У дорослому футболі дебютував 1972 року виступами за другу команду «Нанта». Того ж року почав грати і за головну команду клубу, за яку провів наступні сім сезонів своєї ігрової кар'єри. За цей час двічі виборював титул чемпіона Франції, одного разу ставав володарем Кубка Франції.
1979 року перейшов до «Бордо». Встиг провести за нову команду 32 матчів до своєї передчасної смерті у травні 1980 року, коли 24-річний гравець зазнав інфаркту міокарда під час тренування.

## Виступи за збірну
1977 року дебютував в офіційних матчах у складі національної збірної Франції. Загалом протягом наступних двох років провів у її формі 6 матчів.

## Титули і досягнення
- Чемпіон Франції (2):

«Нант»: 1972-1973, 1976-1977
- Володар Кубка Франції (1):

«Нант»: 1978-1979